# KaiOS
 (décembre 2021).
KaiOS est un système d'exploitation mobile destiné aux téléphones non tactiles. Fondé sur Firefox OS, il repose sur GNU/Linux et son interface et ses applications sont développées avec les technologies Web. Il vise à proposer des fonctionnalités similaires à celles des smartphones sur des téléphones non tactiles.

## Historique
Au Mobile World Congress 2012, Mozilla annonce le système d'exploitation qui deviendra Firefox OS, mais le projet pour téléphones mobiles est arrêté en 2016. La même année est fondée KaiOS Technologies. KaiOS utilise un émulateur d'Android Oreo.
Au Mobile World Congress 2018, Nokia présente son nouveau Nokia 8110 4G (en) (2018), un téléphone utilisant Smart Feature OS, variante de KaiOS, qui vient en remplacement de Series 30+, système utilisé sur les modèles similaires précédents.

## Téléphones
Ces téléphones utilisent KaiOS :
- Alcatel Go Flip 1, 2, 3 et 4
- JioPhone
- JioPhone 2

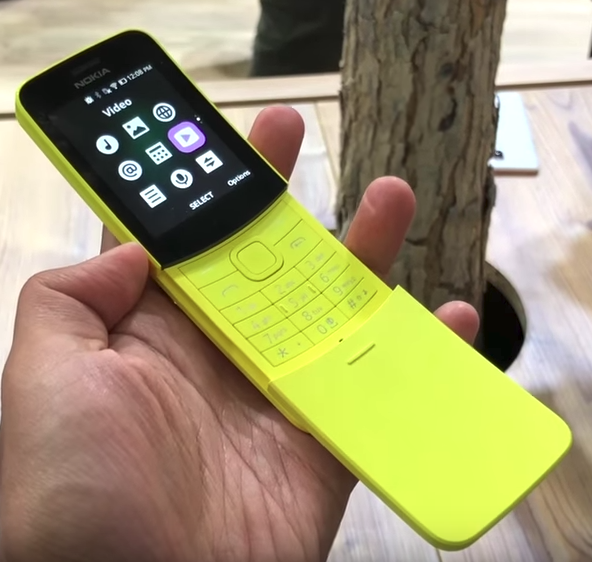
Nokia 8110

- Nokia 8110 4G (en) (2018, doté non pas de KaiOS mais de sa variante Smart Feature OS)
- Doro 7050 & 7060
- MTN TBD
- WizPhone WP006
- Cat B35
- MaxCom 241 & 281
- Nokia 800 Tough
- Nokia 2720 Flip
- Nokia 2780 Flip
- Nokia 6300 4G
- Wikiff+4G (Telma Madagascar, Free)
- Energizer ENERGY E241S
- Energizer ENERGY E242S
- Energizer ENERGY E280S
- Energizer ENERGY E282SC
- Logicom Le Kay 283 3G
- Crosscall CORE-S4
- Hammer H 5 Smart
- TTfone TT240

## Historique des versions
| version | annoncé        | nouvelles fonctionnalités | mobile phones                    |
| ------- | -------------- | --- | -------------------------------- |
| 1.0     | Mars 2017      | Premier téléphone à clapet intelligent KaiOS |                                  |
| 2.0     | Juillet 2017   | Mise à niveau majeure du noyau vers Gecko 48 |                                  |
| 2.5.0   | Novembre 2017  | Services et applications tierces | Nokia 8110 4G                    |
| 2.5.1   | Juillet 2018   | KaiStore, KaiAccount et fonctionnalités avancées, WhatsApp |                                  |
| 2.5.1.1 | Septembre 2018 | Mises à jour mineures du système |                                  |
| 2.5.2   | Decembre 2018  | KaiAds et client basé sur SIM. | Nokia 2720 Flip, Nokia 800 Tough |
| 2.5.3   | Juillet 2019   | Améliorations majeures du service, amélioration du service de localisation |                                  |
| 2.5.3.1 | Fevrier 2020   | Mises à jour mineures du système, amélioration des notifications |                                  |
| 2.5.3.2 | Mai 2020       | Programme de financement d'appareils, prise en charge Dual SIM LTE |                                  |
| 2.5.4   | Août 2020      | Intégration LF1.6, exigence nord-américaine | Nokia 6300 4G, Nokia 8000 4G     |
| 3.0     | Septembre 2021 | Mise à jour majeure de la plateforme, mise à jour Gecko Mise à jour majeure de la plateforme, mise à jour Gecko de la version 48 (2016) à la version 84 (décembre 2020). Les applications plus anciennes ne fonctionnent pas sans que le développeur s'adapte à cette version du système d'exploitation et publie une mise à jour dans la boutique. WhatsApp n'est plus disponible pour KaiOS v3. | Nokia 2760 Flip                  |
| 3.1     | Mars 2022      | Mises à jour mineures du système | Nokia 2780 Flip                  |